# Raïon de Kilia
 (septembre 2019).
Si vous disposez d'ouvrages ou d'articles de référence ou si vous connaissez des sites web de qualité traitant du thème abordé ici, merci de compléter l'article en donnant les références utiles à sa vérifiabilité et en les liant à la section « Notes et références ».
Le raïon de Kilia est une ancienne subdivision administrative de l'Ukraine, située dans l'oblast d'Odessa et dans la région historique du Boudjak. Le centre administratif était situé à Kilia.
Le 18 juillet 2020, dans le cadre de la réforme administrative de l'Ukraine, le nombre de raïons de l'oblast d'Odessa a été réduit à sept et le raïon de Kilia fait maintenant partie de celui d'Izmail

## Géographie physique
| Raïon d'Izmaïl | Raïon d'Artsyz | Raïon de Tatarbounary |
| Raïon d'Izmaïl | raïon de Kilia | Mer noire             |
| Roumanie       | Roumanie       | Mer noire             |

Le district de Kilia est situé dans la partie sud-ouest de l'oblast d'Odessa distante de 200 km, sur la rive nord du delta du Danube et à l'embouchure de son bras nord. Il est bordé par le liman de Sassyk puis la Mer Noire à l'est, la zone paralique du delta et le Danube, frontière avec la Roumanie, au sud.
La plaine côtière centrale en très légère pente dans le sens nord-ouest - sud-est, est également encadrée à l'ouest par le liman Kytaï. Elle se termine par le liman du Pojejniï, alimenté par le Niérouchaï (48 km) et la Drakoulya (52 km).
L'Île des Serpents, à 37 km au large, est rattachée administrativement au raïon de Kilia.
La végétation naturelle, poussant sur des terres noires, est de type steppique dans la plaine, de type zones humides maritimes dans le delta ; la flore et la faune sont composées en particulier de nombreuses espèces protégées.
Les ressources naturelles les plus importantes de la région sont l'argile (destiné aux briqueteries), des carrières de pierre de construction (calcaire) et de sable de chantier.
La région se caractérise par un climat continental tempéré avec des températures annuelles élevées (250 à 260 jours sans gel) et d'assez faibles précipitations (moyennes annuelles de 300 à 600 mm).

## Communications
La gare ferroviaire de Dzynilor dessert le nord-ouest du district, sur la ligne Kiev-Odessa-Izmaïl, une fois par jour.
L'axe routier international E 87 Odessa - Galați (Roumanie) longe la partie nord du raïon, sur 20 km. Kilia est relié à Tatarbounary par la route régionale T1630, aux autres villes des rives du Danube par la T1607 ; Vylkové est relié à Tatarbounary par la route régionale T1628. Il n'existe aucun accès routier vers la Roumanie.
De sa gare routière, Kilia possède des liaisons par navette (marchroutka) : internationales vers Chișinău (Moldavie) via Tatarbounary ; inter-régionales vers Kiev via Odessa, vers Sébastopol via Odessa et Mykolaïv ; intra-régionales vers Odessa via Tatarbounary, vers Izmaïl et vers Artsiz ; locales vers toutes les agglomérations du raïon. Le nombre de rotations varie de deux à trois par semaine à plus d'une dizaine quotidiennes.
Vylkové possède ses propres liaisons inter-régionales vers Kiev via Odessa, vers Kherson via Odessa et Mykolaïv; intra-régionales vers Odessa et Bilgorod-Dnistrovskyï via Tatarbounary, vers Izmaïl ; locales soit directes, soit via Kilia.
Kilia dispose d'un port fluvial ouvert au cabotage maritime commercial. Malgré des installations exploitables, aucune ligne maritime pour passagers n'est en activité.

## Géographie humaine
La population est de 51 729 habitants, soit une densité de 38 habitants au km². Le raïon comprend 11 structures administratives (2 villes et 9 communes rurales) à savoir (les données sont de 2001, sauf indication contraire) :
| Nom            | Population     | Type | Localités rattachées               | Remarque                                        |
| -------------- | -------------- | ---- | ---------------------------------- | ----------------------------------------------- |
| Kilia          | 28 462 en 2015 | V    | Chevtchenkové, Lisky et Pomazany   | à 57 % ukrainienne, à 29 % russe, à 8 % moldave |
| Vylkové        | 12 571 en 2015 | V    | Dessantné, Myrné et Novomykolaïvka | à 50 % russe, à 32 % ukrainienne                |
| Dmytrivka      | 3114           | CR   |                                    | 98 % moldave                                    |
| Fourmanivka    | 1468           | CR   |                                    | à 77 % moldave                                  |
| Novossélivka   | 1647           | CR   |                                    | à 47 % bulgare, à 38 % gagaouze                 |
| Prymorské      | 1612           | CR   |                                    | à 61 % russe, à 37 % ukrainienne                |
| Pryozerné      | 1778           | CR   |                                    | à 96 % moldave                                  |
| Stari Troïany  | 2379           | CR   | Dzynilor                           | à 56 % gagaouze, à 30 % bulgare                 |
| Tchervonyï Yar | 805            | CR   |                                    | à 94 % moldave                                  |
| Troudové       | 1576           | CR   | Mykolaïvka                         | à 79 % ukrainienne, à 16 % moldave              |
| Vassylivka     | 1775           | CR   |                                    | à 81 % russe                                    |

Nationalités représentées : Ukrainiens (45 %), Russes (30 %), Moldaves (16 %), Bulgares (4 %), Gagaouzes (4 %), Biélorusses, Tsiganes, .
Les principaux secteurs d'emploi sont l'agriculture (plus particulièrement les rizières, les fruits et légumes, la vannerie), l'extraction des matières premières, l'industrie alimentaire (boulangerie, alcools, produits laitiers, viande), la construction mécanique (chantiers navals), le tourisme vert.
Les activités touristiques se concentrent sur les rives du Danube : expressions des cultures locales (marquées par les migrations remarquables de diverses communautés), parc paysager d'Izmaïl/Kilia, réserve botanique de Lisky et des îles du Danube, quartier lacustre de Vylkové, débouché du Danube (kilomètre 0). La réserve naturelle nationale du Delta du Danube et les autres zones naturelles couvrent une surface de 52 400 ha (39 % de la superficie du raïon)
Le taux de chômage est de 3 %. Les retraités représentent 26 % de la population.

## Éducation, culture
Le district compte 24 établissements scolaires secondaires. Le français est enseigné dans les établissements n° 4 et n° 5 de Kilia ainsi que dans celui de Vassylivka. Un lycée polytechnique est spécialisé dans le transport maritime, un établissement avec internat gère les élèves souffrant de handicaps physiques ou mentaux.
Le district dispose de son musée régional d'histoire et de trois autres musées.
Les mouvements migratoires passés marquent fortement la vie culturelle locale à travers la toponymie, les monuments commémoratifs, les coutumes préservées par des associations : ottomans (gagaouzes), tartares, cosaques du Don, lipovènes, tatars, moldaves des Carpates, bulgares, roms.
La presse écrite locale se compose de quatre titres (en langue russe : Naché vrémia, Dounaïskaia zaria, Moïa visitka et Kiliïski vestnik. La chaine locale (Kilia-Kontakt) émet en ukrainien.
La vie spirituelle est animée par 21 communautés chrétiennes et 20 autres communautés.

## Développement des réseaux
- Eau : le district dispose de très nombreuses ressources exploitables en eau douce.  Les réseaux locaux utilisent de multiples puits artésiens communicants avec une nappe aquifère constamment alimentée.
- Assainissement : les deux villes possèdent un système d'égouts collectif ; les autres agglomérations utilisent de solutions locales.
- Gaz de ville : pas de réseau de gaz ou de chauffage urbain, d'où des solutions semi-collectives ou particulières.
- Électricité : le réseau dépend de la centrale d'Izmaïl.
- Routes locales : une partie du réseau est de mauvaise qualité.

## Galerie

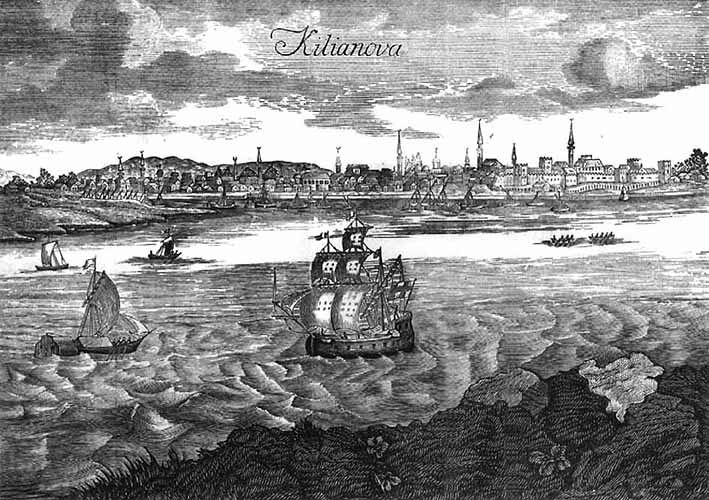
Kilia au XVe siècle
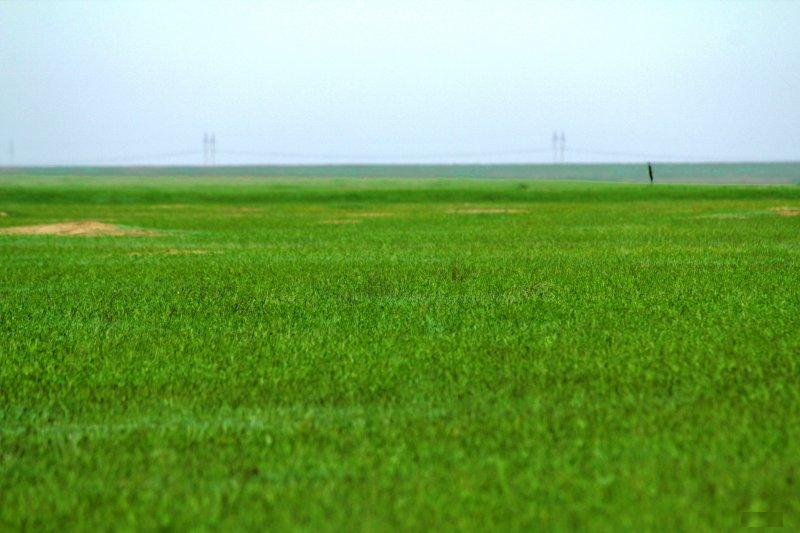
Plaine au centre du district
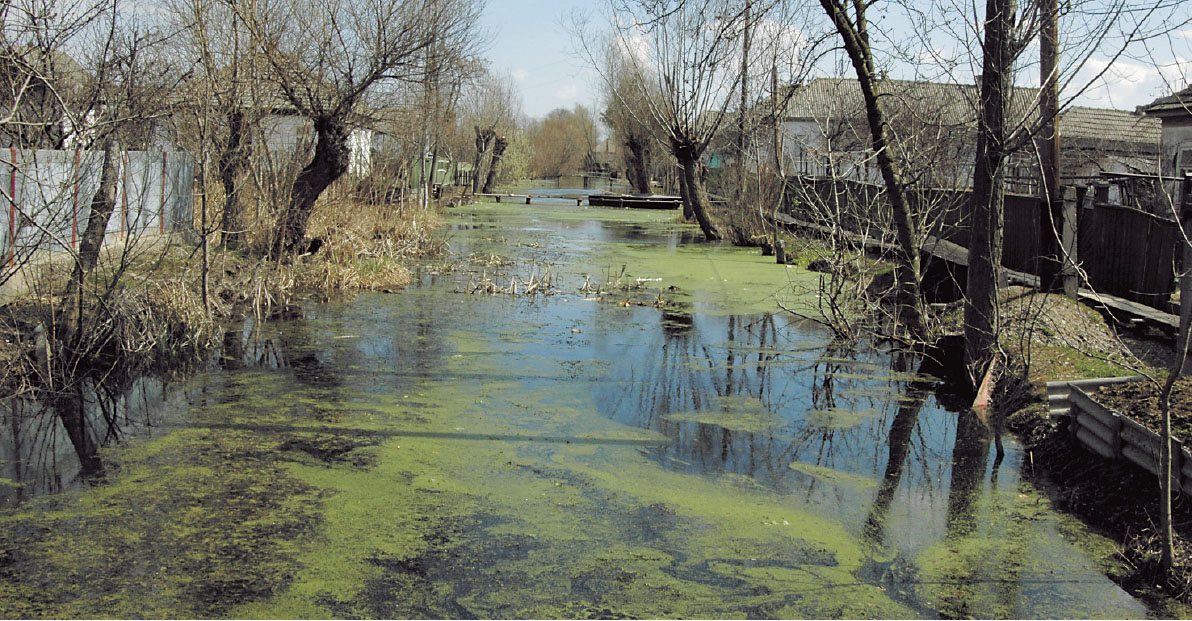
Rue/canal de Vylkové
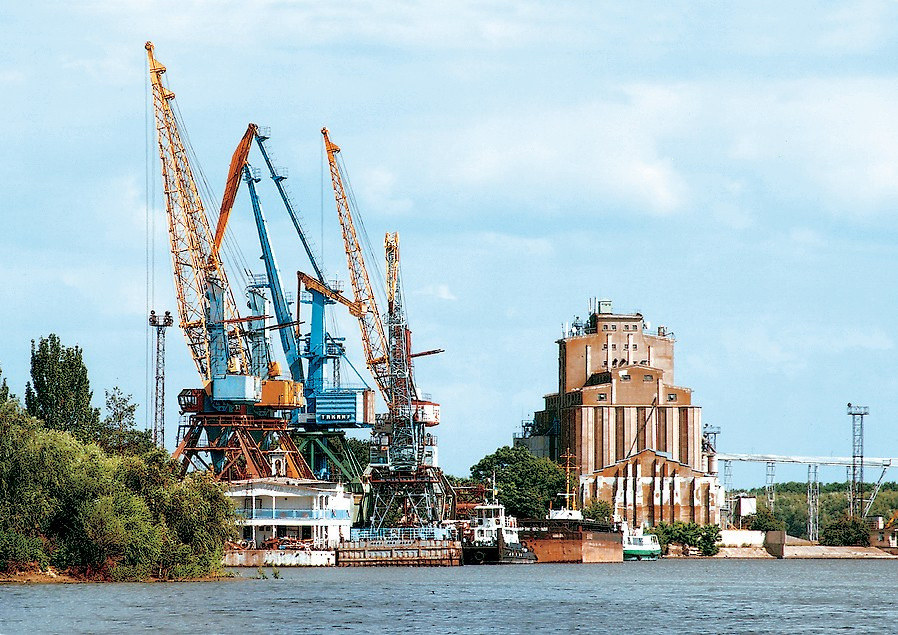
Rive du Danube à Kilia
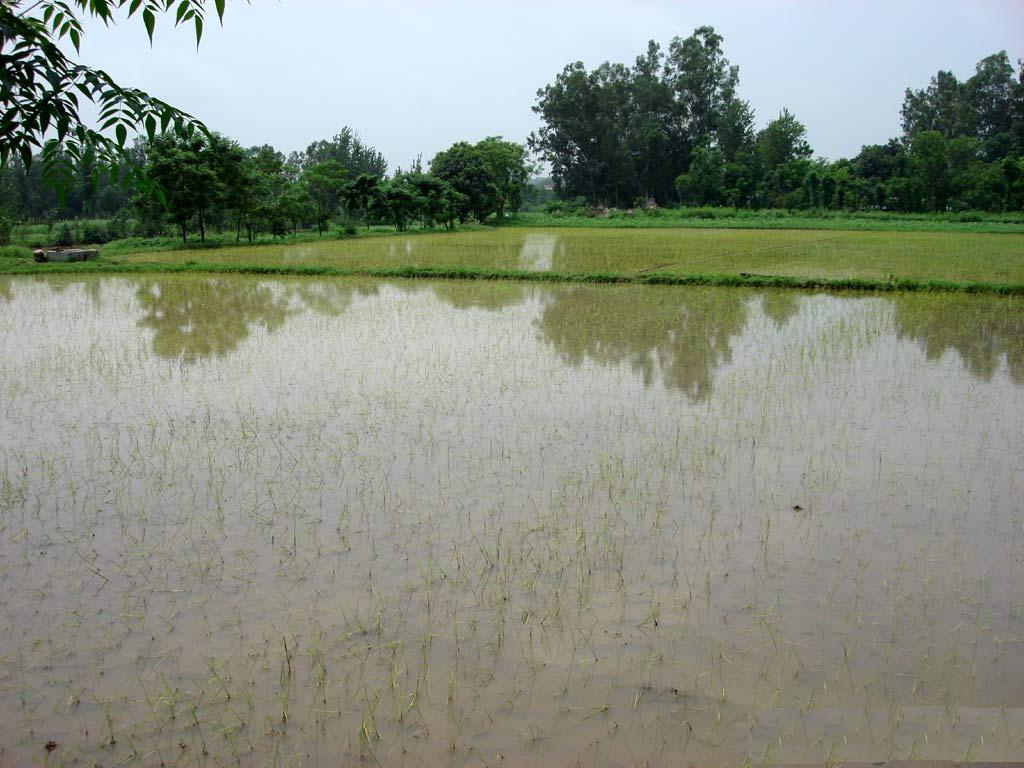
Rizière
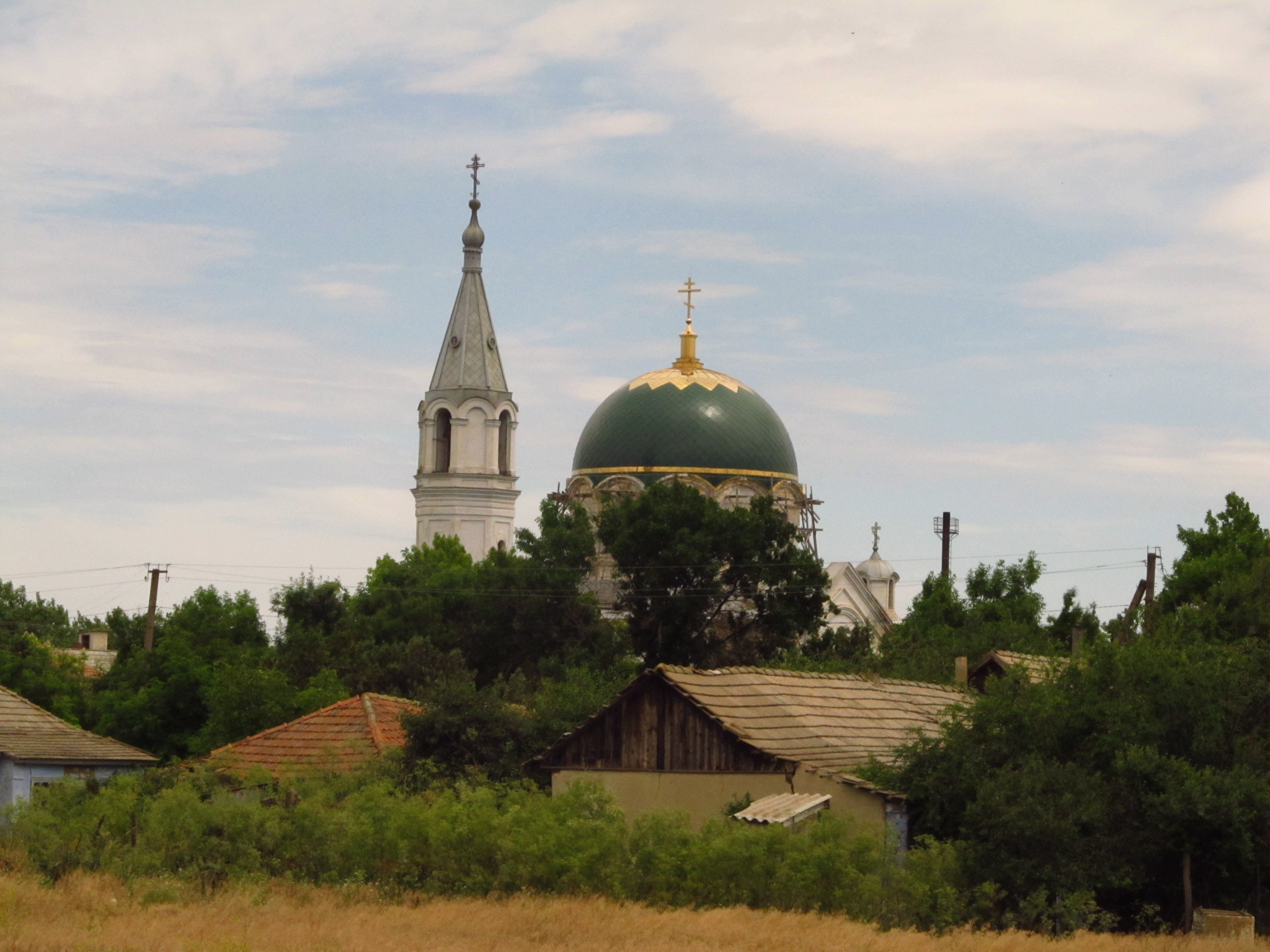
Eglise de Stari Troïany
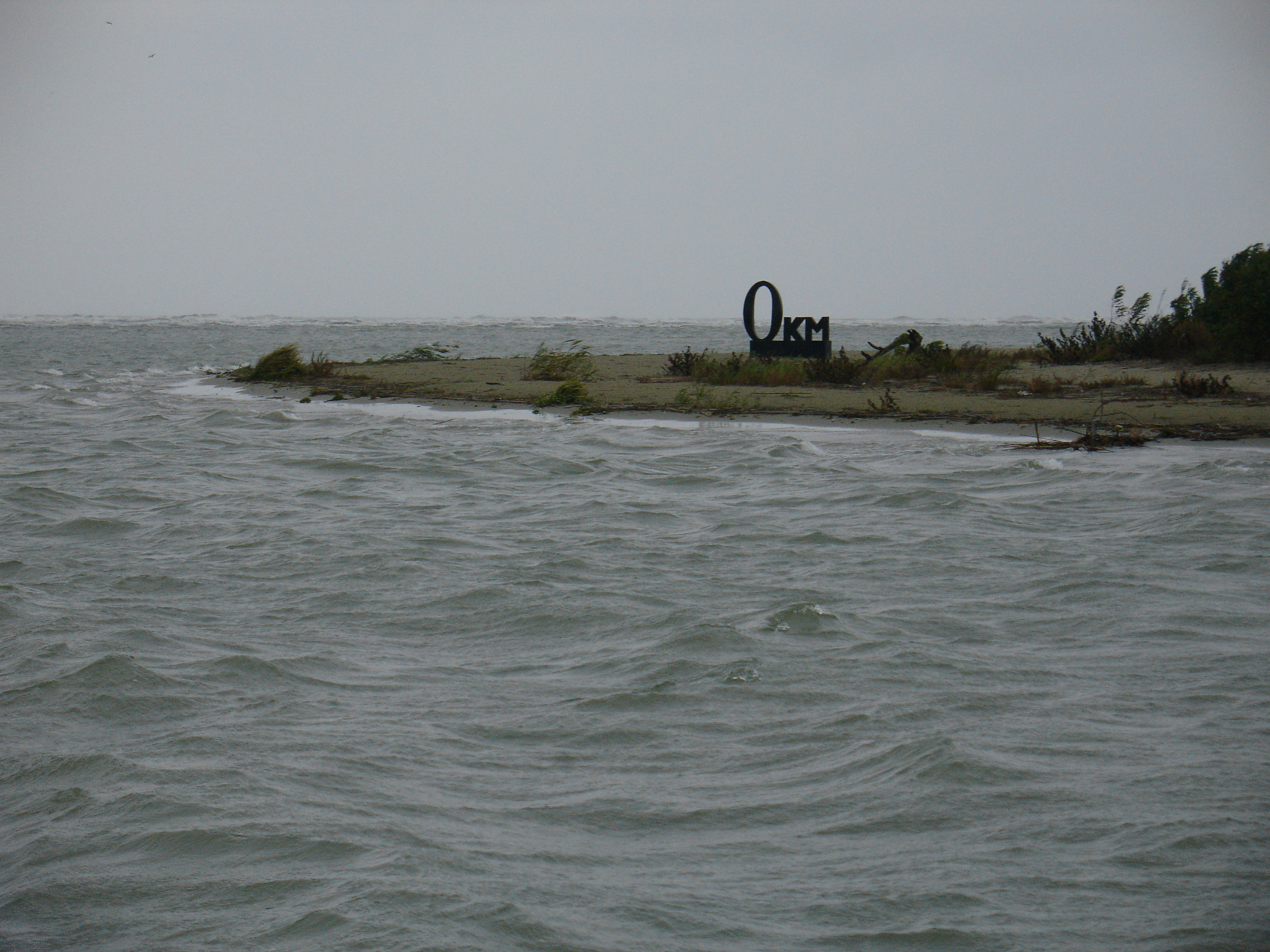
Kilomètre 0, fin du Danube